# 이링구

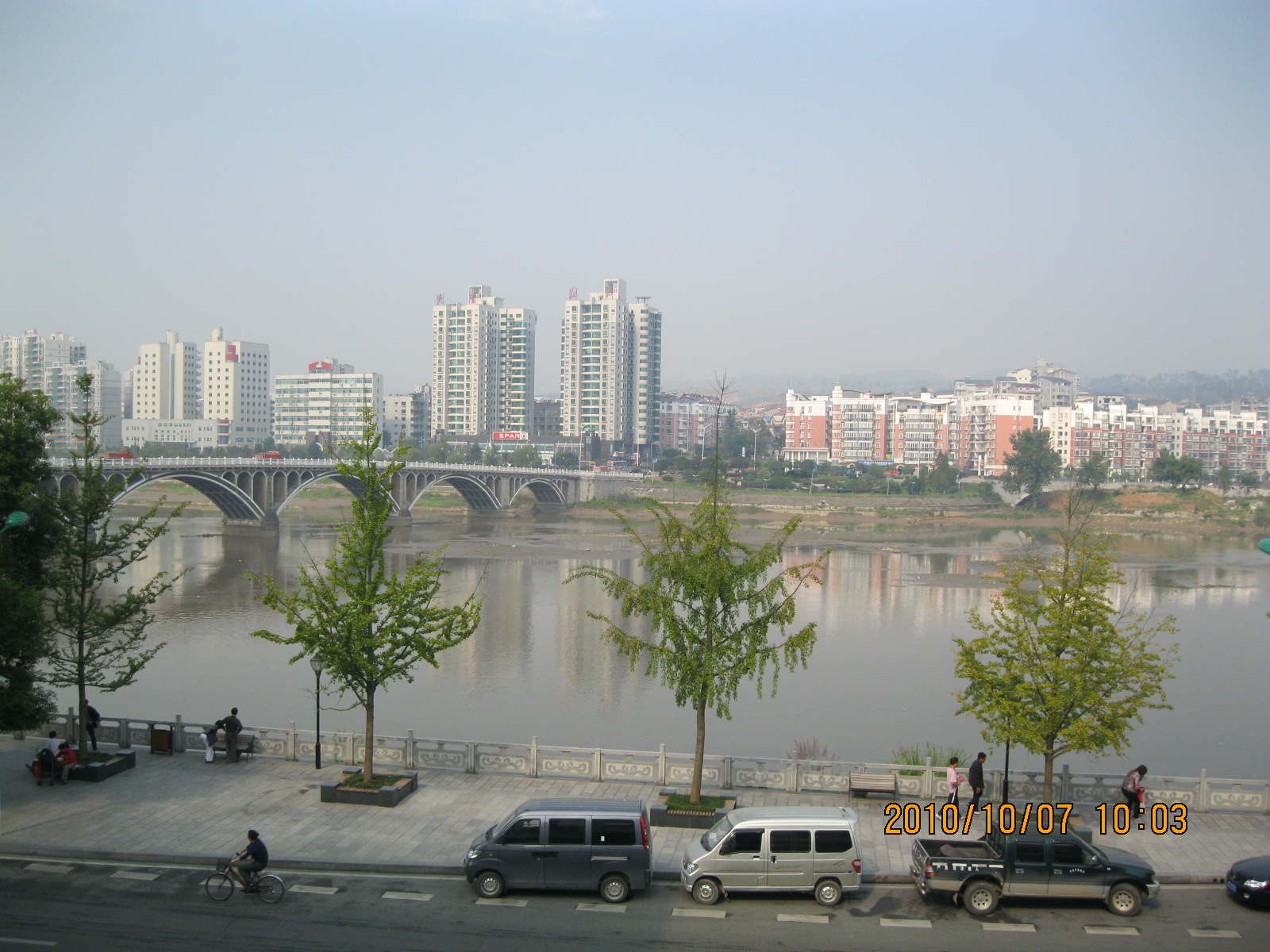

이링구(한국어: 이릉구, 중국어: 夷陵区, 병음: Yílíng Qū)는 중화인민공화국 후베이성 이창 시의 현급 행정구역이다. 넓이는 3424km2이고, 인구는 2007년 기준으로 520,000명이다.

## 행정 구역
1개 가도, 8개 진, 3개 향을 관할한다.
- 가도: 小溪塔街道.
- 진: 樟村坪镇, 雾渡河镇, 太平溪镇, 三斗坪镇, 乐天溪镇, 分乡镇, 龙泉镇, 鸦鹊岭镇.
- 향: 下堡坪乡, 黄花乡, 邓村乡.